# Agnieszka Kijewska
Agnieszka Maria Kijewska, de domo Nowodworska (ur. 20 grudnia 1961) – profesor nauk humanistycznych, historyk filozofii starożytnej i średniowiecznej, nauczyciel akademicki na Wydziale Filozofii Katolickiego Uniwersytetu Lubelskiego Jana Pawła II.

## Życiorys
Absolwentka III Liceum Ogólnokształcącego im. Unii Lubelskiej w Lublinie i Katolickiego Uniwersytetu Lubelskiego (1985), pracownik naukowy KUL od 1988, pracę doktorską Neoplatonizm Jana Szkota Eriugeny obroniła w 1993, w 2000 habilitowała się na podstawie pracy Księga Pisma i Księga Natury. Heksaemeron Eriugeny i Teodoryka z Chartres, otrzymała tytuł profesora w 2007 kierownik katedry Historii Filozofii Starożytnej i Średniowiecznej na Katolickim Uniwersytecie Lubelskim od 2008. Jej zainteresowania naukowe dotyczą przede wszystkim dziejów neoplatonizmu, szkoły w Chartres, Jana Szkota Eriugeny oraz Mikołaja z Kuzy. Jest wnuczką Witolda Nowodworskiego i prawnuczką Witolda Nowodworskiego.

## Wybrane publikacje
- Neoplatonizm Jana Szkota Eriugeny: podmiotowe warunki doświadczenia mistycznego w tradycji neoplatońskiej, wyd. KUL, Lublin 1994
- Księga pisma i księga natury: Heksaemeron Eriugeny i Teodoryka z Chartres, wyd. KUL, Lublin 1999 – rozprawa habilitacyjna
- Eriugena, Wiedza Powszechna, seria Myśli i Ludzie, Warszawa 2005, ISBN 83-214-1336-6.
- Święty Augustyn, Wiedza Powszechna, seria Myśli i Ludzie, Warszawa 2007
- Mikołaj Kuzańczyk Wydawnictwo WAM, Kraków 2009
- Boecjusz, Wydawnictwo WAM, Kraków 2011
- Filozof i jego muzy: antropologia Boecjusza – jej źródła i recepcja, Wydawnictwo Marek Derewicki, Kęty 2011
- Metafizyczna odyseja. Filozofia Jana Szkota Eriugeny, Wydawnictwo Marek Derewicki, Kęty 2023